# България на Световното първенство по футбол 1930
България заявява участие в Световно първенство по футбол в Монтевидео, Уругвай през 1930 година, но не успява да стигне заради закъснение на полетите, причинено от бури над Атлантическия океан.
Квалификации не се играят, като всички държави членки на ФИФА са поканени.